# Aneflomorpha gracilis
Aneflomorpha gracilis är en skalbaggsart som först beskrevs av Linsley 1935.  Aneflomorpha gracilis ingår i släktet Aneflomorpha och familjen långhorningar. Inga underarter finns listade i Catalogue of Life.